# بيلي ماكجينلي
بيلي ماكجينلي (بالإنجليزية: Billy McGinley)‏ هو لاعب كرة قدم بريطاني في مركز الدفاع، ولد في 12 نوفمبر 1954 في دامفريس ‏ في المملكة المتحدة. لعب مع برادفورد سيتي وليدز يونايتد ونادي كرو ألكساندرا وهدرسفيلد تاون.